# Atletismo en los XXI Juegos Centroamericanos y del Caribe
Se detallan los resultados de las competiciones deportivas para la especialidad de Atletismo
en los XXI Juegos Centroamericanos y del Caribe.

## Atletismo
El campeón de la especialidad Atletismo fue  Jamaica.

### Medallero
Los resultados del medallero por información de la Organización de los Juegos Mayagüez 2010
fueron:

#### Medallero Total
País anfitrión en negrilla. La tabla se encuentra ordenada por la cantidad de medallas de oro.
| Núm.  | País                                 | Oro | Plata | Bronce | Total | Orden por Total |
| ----- | ------------------------------------ | --- | ----- | ------ | ----- | --------------- |
| 1     | Jamaica                              | 10  | 7     | 8      | 25    | 1               |
| 2     | México                               | 7   | 6     | 11     | 24    | 2               |
| 3     | Colombia                             | 6   | 8     | 9      | 23    | 3               |
| 4     | Puerto Rico                          | 4   | 7     | 5      | 16    | 4               |
| 5     | Venezuela                            | 4   | 4     | 2      | 10    | 6               |
| 6     | Trinidad y Tobago                    | 4   | 3     | 5      | 12    | 5               |
| 7     | Bahamas                              | 3   | 2     | 1      | 6     | 7               |
| 8     | Antillas Neerlandesas                | 2   | 0     | 1      | 3     | 8               |
| 9     | Costa Rica                           | 1   | 1     | 0      | 2     | 10              |
| 10    | Islas Caimán                         | 1   | 0     | 1      | 2     | 10              |
| 11    | Barbados                             | 1   | 0     | 0      | 1     | 15              |
| 11    | Bermudas                             | 1   | 0     | 0      | 1     | 15              |
| 11    | Guatemala                            | 1   | 0     | 0      | 1     | 15              |
| 11    | Islas Vírgenes Británicas            | 1   | 0     | 0      | 1     | 15              |
| 11    | Santa Lucía                          | 1   | 0     | 0      | 1     | 15              |
| 16    | República Dominicana                 | 0   | 2     | 0      | 2     | 10              |
| 16    | Islas Vírgenes de los Estados Unidos | 0   | 2     | 0      | 2     | 10              |
| 18    | Guyana                               | 0   | 1     | 2      | 3     | 8               |
| 19    | Haití                                | 0   | 1     | 1      | 2     | 10              |
| 20    | Antigua y Barbuda                    | 0   | 1     | 0      | 1     | 15              |
| 20    | Granada                              | 0   | 1     | 0      | 1     | 15              |
| 20    | Panamá                               | 0   | 1     | 0      | 1     | 15              |
| 23    | San Cristóbal y Nieves               | 0   | 0     | 1      | 1     | 15              |
| TOTAL | TOTAL                                | 47  | 47    | 47     | 141   |                 |

Fuente: Organización de los XXI Juegos Centroamericanos y del Caribe

#### Medallero por Género
País anfitrión en negrilla. La tabla se encuentra ordenada por la cantidad de medallas de oro.
| Clasificación por Oro | País                                 | Hombres | Hombres | Hombres | Hombres | Mujeres | Mujeres | Mujeres | Mujeres | TOTAL | Clasificación por Total |
| Clasificación por Oro | País                                 |         |         |         | Total   |         |         |         | Total   | TOTAL | Clasificación por Total |
| 1                     | Jamaica                              | 5       | 4       | 4       | 13      | 5       | 3       | 4       | 12      | 25    | 1                       |
| 2                     | México                               | 6       | 4       | 5       | 15      | 1       | 2       | 6       | 9       | 24    | 2                       |
| 3                     | Colombia                             | 1       | 3       | 4       | 8       | 5       | 5       | 5       | 15      | 23    | 3                       |
| 4                     | Puerto Rico                          | 1       | 4       | 3       | 8       | 3       | 3       | 2       | 8       | 16    | 4                       |
| 5                     | Venezuela                            | 2       | 2       | 2       | 6       | 2       | 2       | 0       | 4       | 10    | 6                       |
| 6                     | Trinidad y Tobago                    | 1       | 0       | 2       | 3       | 3       | 3       | 3       | 9       | 12    | 5                       |
| 7                     | Bahamas                              | 2       | 2       | 0       | 4       | 1       | 0       | 1       | 2       | 6     | 7                       |
| 8                     | Antillas Neerlandesas                | 2       | 0       | 1       | 3       | 0       | 0       | 0       | 0       | 3     | 8                       |
| 9                     | Costa Rica                           | 1       | 0       | 0       | 1       | 0       | 1       | 0       | 1       | 2     | 10                      |
| 10                    | Islas Caimán                         | 0       | 0       | 1       | 1       | 1       | 0       | 0       | 1       | 2     | 10                      |
| 11                    | Barbados                             | 1       | 0       | 0       | 1       | 0       | 0       | 0       | 0       | 1     | 15                      |
| 11                    | Bermudas                             | 1       | 0       | 0       | 1       | 0       | 0       | 0       | 0       | 1     | 15                      |
| 11                    | Guatemala                            | 1       | 0       | 0       | 1       | 0       | 0       | 0       | 0       | 1     | 15                      |
| 11                    | Islas Vírgenes Británicas            | 0       | 0       | 0       | 0       | 1       | 0       | 0       | 1       | 1     | 15                      |
| 11                    | Santa Lucía                          | 0       | 0       | 0       | 0       | 1       | 0       | 0       | 1       | 1     | 15                      |
| 16                    | República Dominicana                 | 0       | 0       | 0       | 0       | 0       | 2       | 0       | 2       | 2     | 10                      |
| 16                    | Islas Vírgenes de los Estados Unidos | 0       | 2       | 0       | 2       | 0       | 0       | 0       | 0       | 2     | 10                      |
| 18                    | Guyana                               | 0       | 0       | 1       | 1       | 0       | 1       | 1       | 2       | 3     | 8                       |
| 19                    | Haití                                | 0       | 1       | 1       | 2       | 0       | 0       | 0       | 0       | 2     | 10                      |
| 20                    | Antigua y Barbuda                    | 0       | 1       | 0       | 1       | 0       | 0       | 0       | 0       | 1     | 15                      |
| 20                    | Granada                              | 0       | 1       | 0       | 1       | 0       | 0       | 0       | 0       | 1     | 15                      |
| 20                    | Panamá                               | 0       | 0       | 0       | 0       | 0       | 1       | 0       | 1       | 1     | 15                      |
| 23                    | San Cristóbal y Nieves               | 0       | 0       | 0       | 0       | 0       | 0       | 1       | 1       | 1     | 15                      |
| TOTAL                 | TOTAL                                | 24      | 24      | 24      | 72      | 23      | 23      | 23      | 69      | 141   |                         |

Fuente: Organización de los XXI Juegos Centroamericanos y del Caribe

### Múltiples Ganadores
El tablero de multimedallas para la de los XXI Juegos Centroamericanos y del Caribe Mayagüez 2010 
presenta a los deportistas destacados que conquistaron más de una medalla en las competiciones de Atletismo realizadas en Mayagüez, Puerto Rico.
Fuente: 
Organización de los XXI Juegos Centroamericanos y del Caribe Mayagüez 2010. 
| Clasificación del País | Clasificación del Total | Deportista         | País                  | Disciplina |   |   |   | Total |
| 1                      | 89                      | Churandy Martina   | Antillas Neerlandesas | Atletismo  | 2 | 0 | 1 | 3     |
| 1                      | 89                      | Beverly Ramos      | Puerto Rico           | Atletismo  | 2 | 0 | 1 | 3     |
| 3                      | 95                      | Juan Luis Barrios  | México                | Atletismo  | 2 | 0 | 0 | 2     |
| 3                      | 95                      | Rosibel García     | Colombia              | Atletismo  | 2 | 0 | 0 | 2     |
| 5                      | 174                     | Carol Rodríguez    | Puerto Rico           | Atletismo  | 1 | 1 | 0 | 2     |
| 5                      | 174                     | Juan Carlos Romero | México                | Atletismo  | 1 | 1 | 0 | 2     |
| 5                      | 174                     | Eduar Villanueva   | Venezuela             | Atletismo  | 1 | 1 | 0 | 2     |
| 8                      | 226                     | Yolanda Caballero  | Colombia              | Atletismo  | 1 | 0 | 1 | 2     |
| 8                      | 226                     | Rondel Sorillo     | Trinidad y Tobago     | Atletismo  | 1 | 0 | 1 | 2     |
| 10                     | 287                     | Darlenis Obregon   | Colombia              | Atletismo  | 0 | 2 | 1 | 3     |
| 11                     | 298                     | Rasheed Dwyer      | Jamaica               | Atletismo  | 0 | 2 | 0 | 2     |
| 11                     | 298                     | María Idrobo       | Colombia              | Atletismo  | 0 | 2 | 0 | 2     |
| 11                     | 298                     | Eliecit Palacios   | Colombia              | Atletismo  | 0 | 2 | 0 | 2     |